# دوريان شتيفان
دوريان شتيفان (بالرومانية: Dorian Ștefan)‏ هو لاعب كرة قدم روماني في مركز الوسط، ولد في 13 أكتوبر 1959 في سيبيو في رومانيا. لعب مع نادي فوليرينغا.